# Давиа, Джанантонио
Джанантонио Давиа (итал. Gianantonio Davia; 13 октября 1660, Болонья, Папская область — 11 января 1740, Рим, Папская область) — итальянский куриальный кардинал, папский дипломат и доктор обоих прав. Апостольский интернунций во Фландрии с 2 мая 1687 по 21 июня 1690. Титулярный архиепископ Тебе с 21 июня 1690 по 10 марта 1698. Апостольский нунций в Кёльне с 8 августа 1690 по 12 февраля 1696. Апостольский нунций в Польше с 12 февраля 1696 по 26 апреля 1700. Епископ-архиепископ Римини с 10 марта 1698 по 7 декабря 1726. Апостольский нунций при дворе императора с 26 апреля 1700 по 18 мая 1712. Префект Священной Конгрегации Индекса с 19 сентября 1727 по 11 января 1740. Префект Священной Конгрегации дисциплины монашествующих с 4 августа 1698 по 15 января 1737. Кардинал-священник с 18 мая 1712, с титулом церкви Сан-Каллисто с 30 августа 1713 по 19 ноября 1725. Кардинал-священник с титулом церкви Сан-Пьетро-ин-Винколи с 19 ноября 1725 по 11 февраля 1737. Кардинал-священник с титулом церкви Сан-Лоренцо-ин-Лучина с 11 февраля 1737. Кардинал-протопресвитер с 11 февраля 1737 по 11 января 1740. 